# Uniautónoma FC
Universidad Autónoma del Caribe Fútbol Club, znany najczęściej jako Uniautónoma – kolumbijski klub piłkarski z siedzibą w mieście Barranquilla, obecnie występuje w Categoría Primera B.

## Historia
Uniautónoma jest klubem podlegającym placówce Universidad Autónoma del Caribe z siedzibą w mieście Barranquilla i w 2010 roku jako zespół półamatorski zajął drugie miejsce w rozgrywkach trzeciej ligi. Status profesjonalny zyskał po założeniu 20 stycznia 2011, natomiast Categoría Primera B awansował dzięki wykupieniu licencji zespołu Atlético La Sabana. Pierwotnie miał grać swoje mecze na Estadio Romelio Martínez w Barranquilli, jednak po odmowie właścicieli stadionu jego areną domową jest Estadio Marcos Henríquez, znajdujący się w pobliskim mieście Sabanalarga. Pierwszy mecz w historii drużyna Uniautónoma rozegrała 29 stycznia 2011 z Academią, przegrywając 0:1, natomiast w następnej kolejce, 6 lutego 2011 z Barranquillą, zwyciężyła 2:1, zdobywając premierową bramkę, której strzelcem był Orlando Ballesteros.